# Stiepan Pietriczenko
Stiepan Maksimowicz Pietriczenko, ros. Степа́н Макси́мович Петриче́нко (ur. 1892 we wsi Nikitenka w guberni kałuskiej, zm. 2 czerwca 1947 we Włodzimierzu) – rosyjski marynarz, agent GRU, rewolucjonista, działacz anarchosyndykalistyczny, przewodniczący Rady Ludowej Sowieckiej Republiki Naissaar, a także jeden z dowódców podczas powstania w Kronsztadzie.

## Życiorys

### Młodość
Urodził się w 1892 we wsi Nikitenka w guberni kałuskiej, jego rodzice należeli do chłopstwa ukraińskiego pochodzenia. Dwa lata po jego urodzeniu rodzina przeniosła się do Aleksandrowska (obecnie Zaporoże), gdzie Stepan ukończył dwuletnią szkołę miejską i jako robotnik dołączył do pracy w lokalnej fabryce metalurgicznej. W 1913 Pietriczenko został powołany do służby wojskowej na pancerniku „Pietropawłowsk”, który był częścią Floty Bałtyckiej.

### Okres rewolucji
Podczas rewolucji lutowej w Rosji stacjonował z flotą na estońskiej wyspie Nargen (obecnie Naissaar). Niedługo po wybuchu rewolucji październikowej, 17 grudnia 1917 władzę na wyspie przejęli marynarze okrętu „Pietropawłowsk” oraz robotnicy budujący fortecę. Ogłoszono wówczas powstanie Sowieckiej Republiki Marynarzy i Budowniczych Fortecy Wyspy Naissaar. Powołano Radę Ludową, a na jej przewodniczącego wybrano Stepana Pietriczenko.
Republika nie przetrwała długo, ponieważ została rozwiązana już 26 lutego 1918, wraz z wejściem na wyspę wojsk Cesarstwa Niemieckiego. Rosyjscy rewolucjoniści ewakuowali się najpierw do Helsinek, a następnie na wyspę Kronsztad.
W 1919 Stepan Pietriczenko wstąpił do Rosyjskiej Partii Komunistycznej, ale szybko zrezygnował. Po wybuchu powstania w Kronsztadzie został 2 marca 1921 wybrany jednym z przywódców Tymczasowego Komitetu Rewolucyjnego. Po stłumieniu powstania przez Armię Czerwoną uciekł do Finlandii.

### Agent GRU
W 1922 Pietriczenko pojechał do Rygi i odwiedził ambasadę sowiecką. Tam został zwerbowany do agentów GRU i został agentem Agencji Wywiadowczej Armii Czerwonej w Finlandii.
W sierpniu 1927 Stepan Pietriczenko przybył do Rygi, gdzie odwiedził radziecką ambasadę i złożył wniosek z prośbą o przywrócenie obywatelstwa radzieckiego i zezwolenie na wjazd do ZSRR. Został wówczas zwerbowany jako agent GRU, a następnie wysłany do Finlandii do Kemi, gdzie pracował w celulozowni do 1931. W 1937 odmówił dalszej współpracy z wywiadem sowieckim, ale potem zmienił zdanie. Z wybuchem II wojny światowej otrzymał zadanie pozyskiwania informacji o działaniach wojsk niemieckich oraz ich sojuszników. Udało mu się wówczas przekazać kilka ważnych doniesień związanych z atakami wojsk niemieckich na tereny ZSRR.
W 1941 Stepan Pietriczenko został aresztowany przez władze fińskie, a w 1944 – po zawieszeniu broni pomiędzy Finlandią a ZSRR – wypuszczony. W 1945 jednak ponownie go aresztowano i deportowano do ZSRR, gdzie wyrokiem NKWD skazano go na 10 lat więzienia za współpracę z fińskim wywiadem. Zmarł 2 czerwca 1947 w więzieniu we Włodzimierzu.